# يو إف سي على فوكس: جاكاري ضد برونسون 2
يو إف سي على فوكس: جاكاري ضد برونسون 2 (بالإنجليزية: UFC on Fox: Jacaré vs. Brunson 2)‏ هو حدث لفنون القتال المختلطة نظمته يو إف سي، أُقيم في 27 يناير 2018، على سبيكترم سنتر في شارلوت، كارولاينا الشمالية، الولايات المتحدة.